# 日本航空301號班機空難
1952年4月9日，一架日本航空301號班機在日本伊豆大島三原山坠毁，涉及日本航空的一架馬丁202飛機，機上37人全數罹難，事件沒有人知道如何發生。
作家松本清張曾在1960年的紀實作品《日本的黑霧》中提出「美軍基地的指揮員發出錯誤指令致使飛機墜毀，美軍方面為掩蓋事實而故意耽誤空難調查」的陰謀論，但無確切根據。之後的1992年，松本清張以此事為主題的小說中提出了「被美軍擊落」的說法，但同樣也無事實根據。
日本航空第一代社長柳田誠二郎在1952年4月9日發生三原山空難事件時，以無比悲痛和懺悔心情，除陪償罹難者百萬日幣慰問金之外，還親自恭書《般若心經》，寄給36位罹難者家屬，以此功德迴向罹難者，並持續好幾年在每年空難日，於日本築地本願寺為罹難者舉行法會。

## 涉事航機

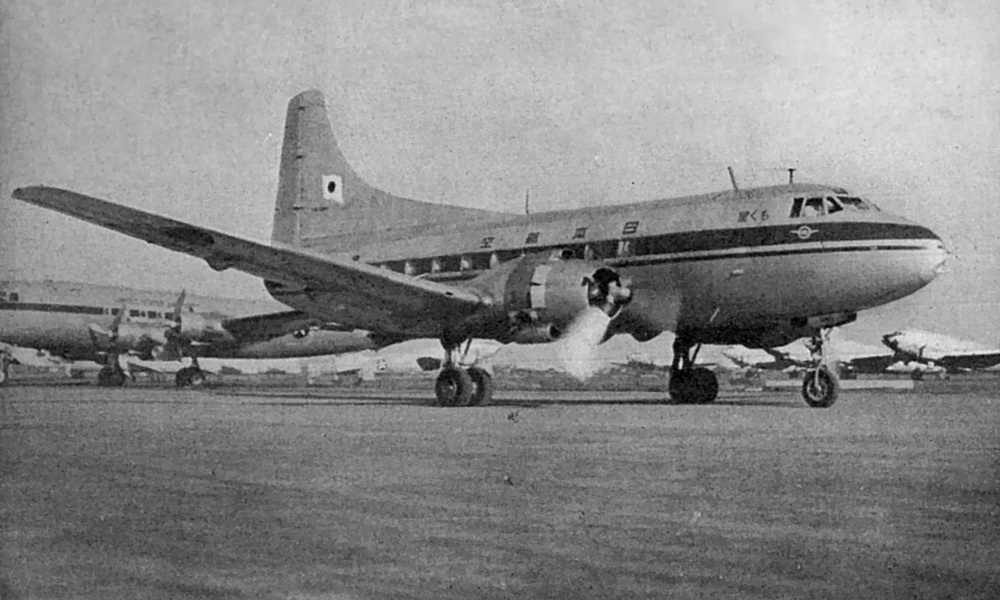
涉事客机（木星号）

失事客機為格伦·L·马丁公司製造的馬丁2-0-2型，是日本航空在開始運營時向西北航空租借5架該型機中的一架。這五架的編號及名稱分別為：
- N93041（金星號）
- N93043（木星號，此次失事客機）
- N93049（水星號）
- N93060（土星號）
- N93061（火星號）

三原山空難之後的1952年10月，日航購入一架道格拉斯DC-4（名為高千穗號），其後開始自主運營，將餘下的馬丁2-0-2退租。